# Capasa galbulata
Capasa galbulata är en fjärilsart som beskrevs av Felder 1874. Capasa galbulata ingår i släktet Capasa och familjen mätare. Inga underarter finns listade i Catalogue of Life.